# Kandelaberkassia
Kandelaberkassia (Senna didymobotrya) är en ärtväxtart i släktet sennor. Den fick sitt nu gällande latinska namn av Howard Samuel Irwin och Rupert Charles Barneby. Inga underarter finns listade i Catalogue of Life.

## Bildgalleri

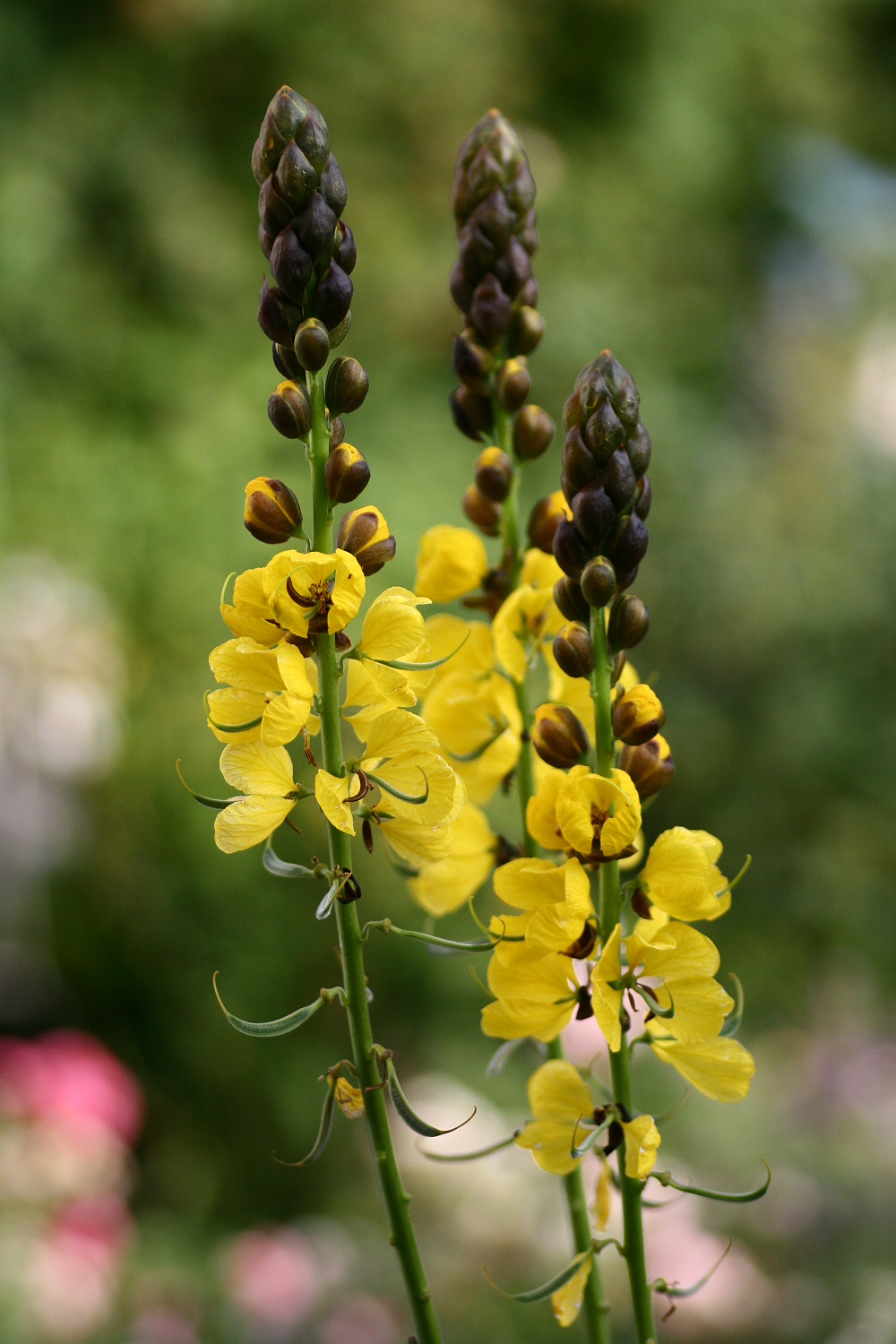
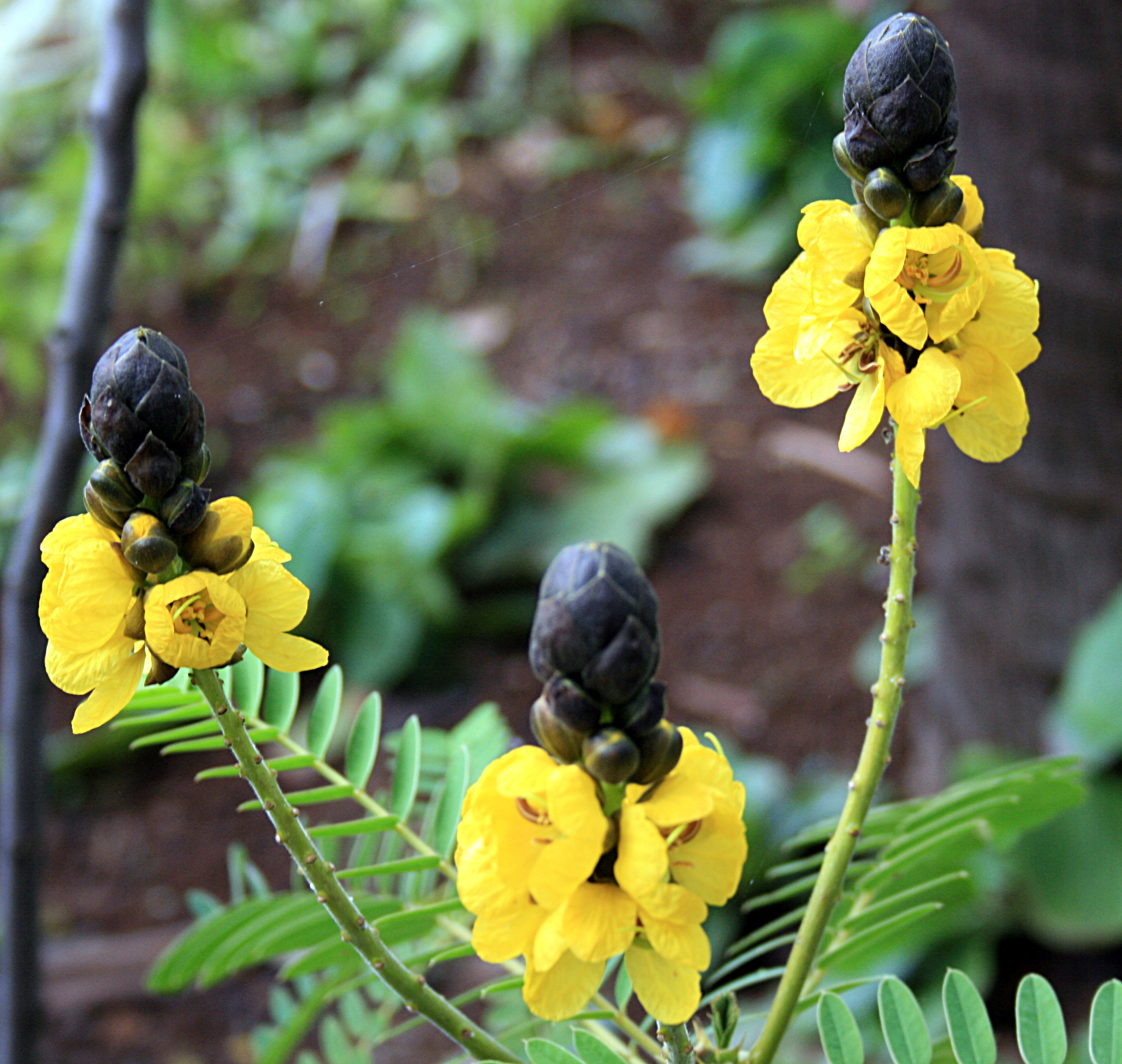
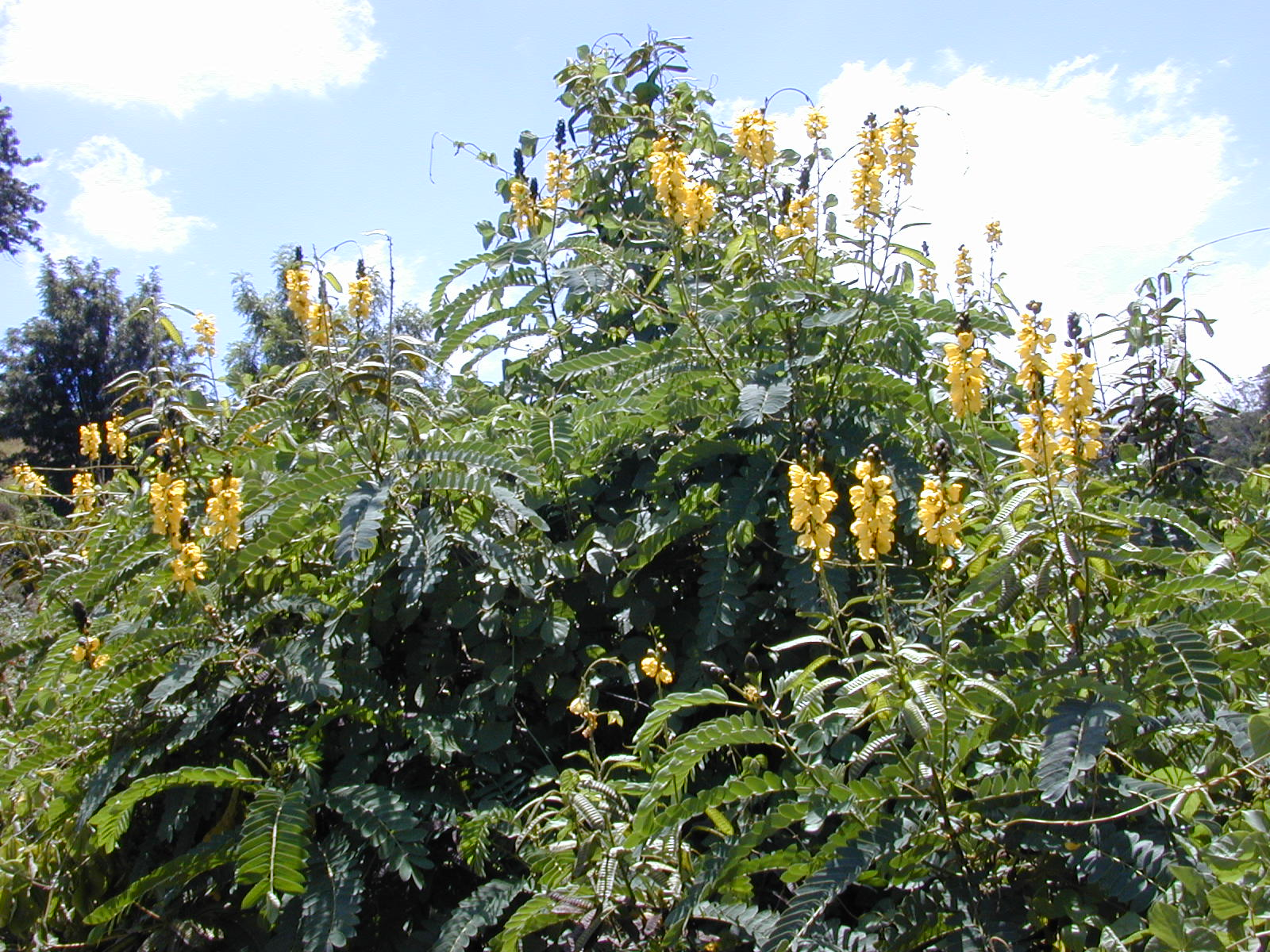
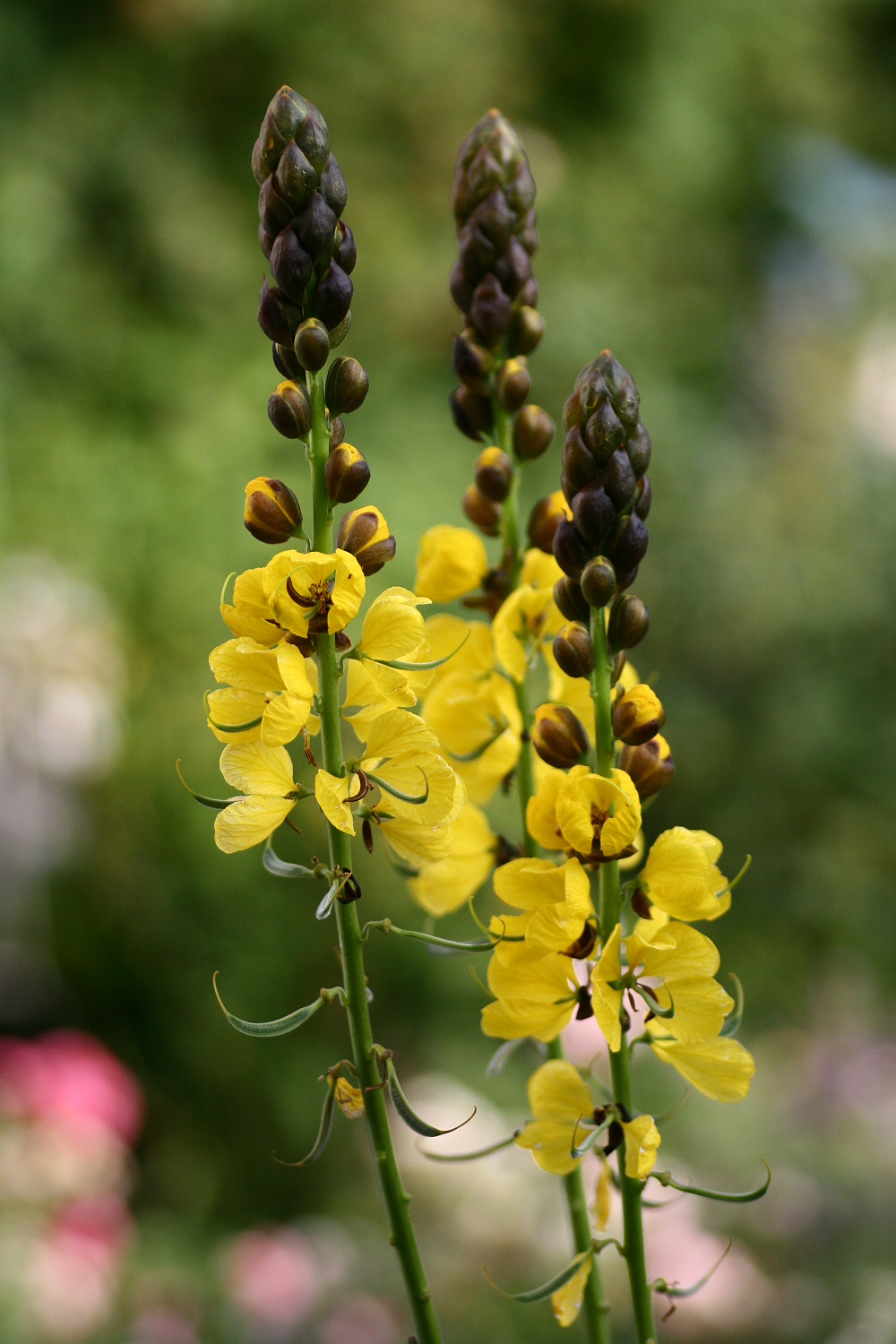
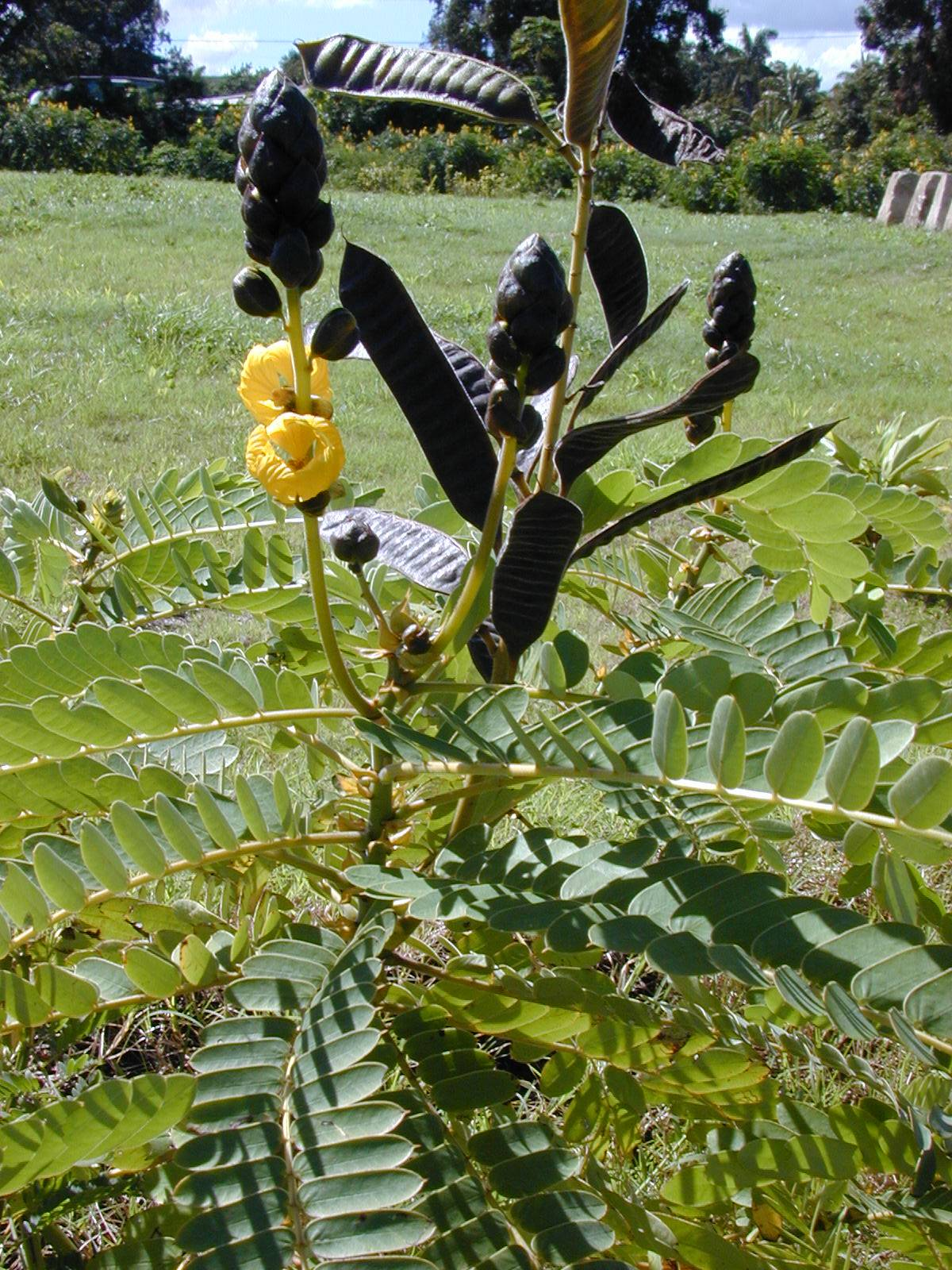
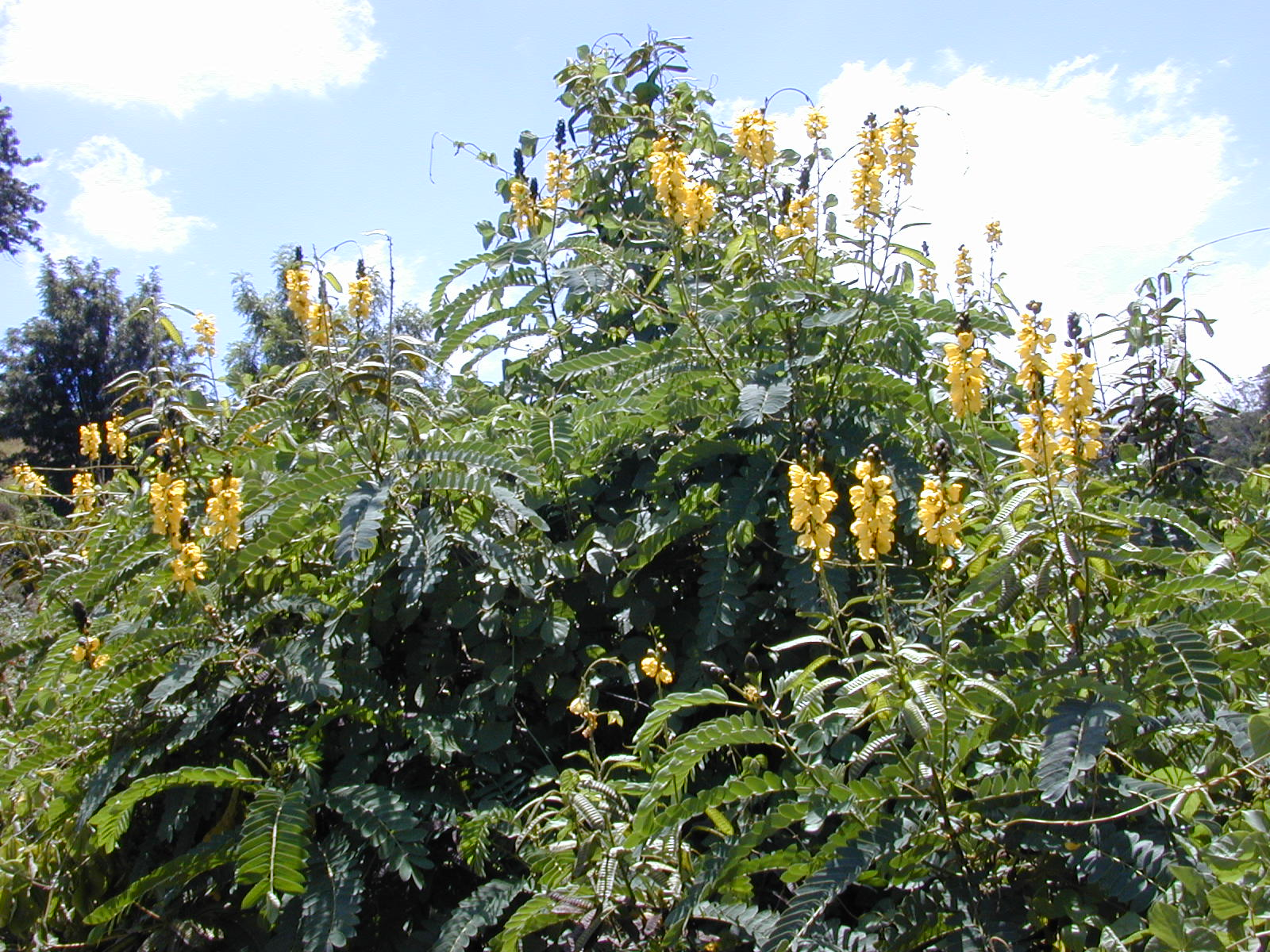